# Hofterupsdösen
Der Hofterupsdösen ist ein Dolmen (schwedisch Döse). Er stammt aus der Jungsteinzeit etwa 3500–2800 v. Chr. und ist eine Megalithanlagen der Trichterbecherkultur (TBK). Er befindet sich im Feld etwa 1,0 km östlich der Kirche von Hofterup am Stendösvägen in Kävlinge in Schonen in Schweden. 
Er besteht aus vier etwa 1,2 × 1,2 Metern großen Findlingen, die eine nach Süden offene, mit einem Deckstein von 1,3 × 1,8 × 1,0 m bedeckte, ursprünglich vermutlich längere Kammer bilden. Auf der Oberseite des Decksteins wurden so genannte Schälchen gefunden. Der Dolmen war ursprünglich mit einem runden oder rechteckigen Hügel bedeckt. 
Etwa 7,0 km südlich der Hofterupsdösen liegt das Ganggrab Gillhög.